# Armando Câmara
Armando Pereira Correia da Câmara (Porto Alegre, 10 de novembro de 1898 — Porto Alegre, 19 de março de 1975) foi um professor, filósofo cristão e político brasileiro.

## Biografia

### Família
Armando Pereira Correia da Câmara nasceu em uma família da nobreza brasileira. Ele era filho do general Alfredo Pinheiro Correia da Câmara e de sua esposa, D. Zeferina Barreto Pereira Pinto, esta membro da tradicional família Barreto Pereira Pinto - e prima dos Mena Barreto. Era neto de José Antônio Correia da Câmara, o 2.° visconde de Pelotas, sobrinho-neto de Leopoldo Augusto da Câmara Lima, o barão de São Nicolau, bisneto de José Feliciano Fernandes Pinheiro, o visconde de São Leopoldo, trineto de Patrício José Correia da Câmara, o 1.° visconde de Pelotas, e também trineto do general Sebastião Barreto Pereira Pinto. Passou parte da adolescência em Bagé, no interior do estado do Rio Grande do Sul. Sua família residia, quando estava em Porto Alegre, no Solar dos Câmara, hoje um importante centro cultural da capital gaúcha. Ele foi o último morador do solar, que foi adquirido em 1981 pela Assembleia Legislativa do Estado do Rio Grande do Sul.

### Carreira magisterial
Depois de estudar no Colégio Militar de Porto Alegre e no Colégio Anchieta, Armando Pereira Correia da Câmara ingressou no curso de Ciências Jurídicas e Sociais da Faculdade Livre de Direito de Porto Alegre (atual Faculdade de Direito da Universidade Federal do Rio Grande do Sul), graduando-se em 1925. Tornou-se então professor secundarista nos colégios Júlio de Castilhos e Sévigné, e no Instituto de Educação General Flores da Cunha.
Em 1931, Câmara ingressou na magistratura superior, ministrando aulas nas faculdades de Direito e Filosofia da Universidade Federal do Rio Grande do Sul (UFRGS), da qual foi reitor entre 1945 e 1949.
Em 1947, Armando Pereira Correia da Câmara participou da fundação da Faculdade Católica de Direito, tendo sido o primeiro reitor da Pontifícia Universidade Católica do Rio Grande do Sul (PUCRS).
Em 1968 ele assumiu a direção do curso de doutorado da Faculdade de Direito da UFRGS.

### Filósofo cristão
Pensador e líder religioso, Câmara fundou a Associação dos Professores Católicos do Rio Grande do Sul e a revista "Estudos" em 1943. Além disso, foi presidente da Ação Católica da Arquidiocese de Porto Alegre e da Liga Eleitoral Católica.
Fundou também o "Jornal do Dia", de orientação democrática e católica, que circulou em Porto Alegre por cerca de vinte anos. Devido às suas convicções, Câmara dirigiou movimentos contra o marxismo por diversas vezes em sua vida.

### Carreira política
Em outubro de 1954, Armando Pereira Correia da Câmara se elegeu senador pela frente democrática, coligação formada pelo Partido Social Democrático (PSD), pela União Democrática Nacional (UDN) e pelo Partido Libertador (PL), derrotando João Goulart, candidato do PTB. Assumiu o mandato em fevereiro de 1955, mas como João Goulart foi eleito vice-presidente da República em outubro de 1955, tornando-se automaticamente presidente do Senado, ele renunciou ao mandato em abril de 1956, alegando viver um "drama de consciência" e haver sido "convocado para outras formas de combate".
Em 1960 , em Porto Alegre, como membro do Conselho Universitário da Universidade Federal do Rio Grande do Sul recusou visita de Jean-Paul Sartre e Simone de Beauvoir àquela universidade, com a seguinte frase "Se esta rameira (referindo-se a Simone) entrar nesta universidade, eu sairei pela mesma porta para nunca mais aqui voltar".
Em 1961, Armando Pereira Correia da Câmara criticou duramente, na imprensa, o então presidente Jânio Quadros, por este ter concedido a Ordem do Cruzeiro do Sul a Che Guevara.